# Materne de Milan
Materne de Milan, mort à Milan au IVe siècle, est un évêque de Milan et un saint romain.

## Éléments biographiques
Materne de Milan est vénéré comme un saint par l’Église catholique, qui fixe sa fête dans le martyrologe romain au 18 juillet selon ces mots : « À Milan, saint Materne, évêque, qui, rétablissant la liberté de l’Église, a transféré les corps des martyrs Nabore et Felice avec tous les honneurs à partir de Lodi jusque dans sa ville.».
Il n'y a pas de documentation historique récente sur l'évêque milanais Materne. D'après les données concernant son prédécesseur (San Mirocle) et son successeur (San Protaso), son épiscopat est placé après 314 et avant 342. 
Le témoignage le plus ancien sur Materne est une mosaïque de l'église de San Vittore dans un ciel doré, près de la basilique Saint-Ambroise de Milan, datée de la fin du Ve siècle , où il est représenté avec une barbe et vêtu d'une dalmatique, parmi les saints Nabore et Felice. 
Materne est identifié avec l'évêque qui a transféré les reliques du martyr Vittore, mort en 303, ainsi que celles des saints Nabore et Felice, martyrs chrétiens initialement enterrés à Lodi. 
Selon un ancien Catalogus archiepiscoporum Mediolanensium, Materne, qui a succédé à Saint Mirocles et dont l'épiscopat a duré 12 ans, meurt et est enterré le 18 juillet dans l'église saint Nabore (future église Saint-François-Majeur). Le Liber Notitiae Sanctorum Mediolani (XIVe siècle) fixe le jour de sa mémoire au 19 juillet. 
Ses reliques font, à partir de 1571, l'objet d'une reconnaissance privée de saint Charles Borromée.